# نويفا دو كورديرو
نويفا دو كورديرو (Noiva do Cordeiro) هي منطقة تقع في بلدية بيلو فالي بولاية ميناس جرايس جنوب شرق البرازيل، ويسكنها «النساء» فقط ويبلغ عددهن 600 سيدة ومعظمهن تتراوح أعمارهن بين 20 و35 عامًا. مؤسسة هذه المدينة هي “ماريا سينورينا دي ليما” التي تم اتهامها بالزنى بعدما هربت من زوج أُجبرت على الزواج منه بعد مطاردتها من قبل الكنيسة الكاثوليكية 1891 ، فقررت هي وسيدات أخريات اتهمن أيضاً بالزنى بعزل أنفسهن عن العالم الخارجي.